# Francisco Fernández Ochoa
Francisco Fernández Ochoa (n. 25 februarie 1950, Madrid, Noua Castilie⁠(d), Spania – d. 6 noiembrie 2006, Cercedilla⁠(d), Spania) a fost un schior alpin ce a reprezentat Spania, medaliat olimpic. A participat la 4 ediții ale Jocurilor Olimpice (1968, 1972, 1976, 1980) în care a câștigat o medalie de aur.